# NGC 2880
NGC 2880 је елиптична галаксија у сазвежђу Велики медвед која се налази на NGC листи објеката дубоког неба.
Деклинација објекта је + 62° 29' 28" а ректасцензија 9h 29m 34,6s. Привидна величина (магнитуда) објекта NGC 2880 износи 11,5 а фотографска магнитуда 12,5. Налази се на удаљености од 23,550 милиона парсека од Сунца. NGC 2880 је још познат и под ознакама UGC 5051, MCG 10-14-15, CGCG 312-11, PGC 26939.